# Moordvrienden
Moordvrienden is een Young Adult thriller van de Nederlandse auteur Natasza Tardio. Het boek won in 2014 de Jonge Jury Debuutprijs.

## Verhaal
De vijftienjarige Finn Kimmel schiet een leraar en drie leerlingen op zijn school dood en pleegt daarna zelfmoord. Zijn beste vriend, de veertienjarige Milo Bauers, was erbij, maar het lijkt erop dat hij niet aan deze schietpartij heeft meegewerkt.
Toch wordt hij door de politie opgepakt en meegenomen naar het bureau. Langzaam maar zeker komen er gruwelijke feiten naar boven. Finn zou ook iets te maken hebben met de moord op de vijfjarige Daniël Bootsma. Hoe kan het toch dat een ogenschijnlijk normale jongen als Milo bevriend raakte met een jongen die zich ontpopte als massamoordenaar?

## Ontvangst
Daniel Depp (auteur van Loser's Town): "Briljant en verontrustend. Dit boek biedt een indringende blik in de donkere kanten van een jongvolwassene."
Judith Visser (auteur van o.a. Tinseltown): "Dit is geen boek dat zich opzij laat leggen, de drang om door te lezen en te ontdekken hoe het verder gaat is allesoverheersend."

## Prijzen en nominaties
- 2012: Nominatie Crimezone - Beste Young Adult Thriller
- 2014: Winnaar - Jonge Jury Debuutprijs